# 飛鳥井雅典
飛鳥井 雅典（あすかい まさのり）は、江戸時代後期（幕末）から明治時代の公卿、歌人、華族。官位は正二位・権大納言。従一位権大納言・飛鳥井家24代当主。先代飛鳥井雅久の子。飛鳥井家は和歌と蹴鞠を家職とする一族。

## 経歴
幕末、廷臣八十八卿列参事件に加わったほか、武家伝奏を務めた文久3年（1863年）2月、国事御用掛となり、同年3月、賀茂社行幸に供奉し、翌月4月には石清水行幸にも供奉した。同年8月18日の八月十八日の政変に際しては参内、他行、他人面会を停められたが、ほどなく赦されて朝議に復した。慶応2年（1866年）7月には大坂城に病臥中の徳川家茂見舞の勅使を勤め、同年12月には徳川慶喜の将軍宣下に際して勅使としてこれを伝宣した。慶応3年（1867年）12月、王政復古の大号令によって　公武合体派として参朝を停められたが、翌明治元年（1868年）に明治天皇の元服に際して赦されたが権大納言を辞任した。明治元年（1868年）9月および翌明治2年（1869年）3月の東京遷幸に供奉し、明治4年（1871年）11月には宮内省に出仕した。
明治7年（1874年）6月18日、隠居した。明治16年（1883年）薨去、59歳。

## 系譜
- 父：飛鳥井雅久
- 母：家女房
- 妻：梅（花山院家厚の長女）
  - 男子：飛鳥井雅望（1842-1906、飛鳥井家25代当主。1884年華族令により伯爵に列する[2]）岳父に四条隆謌
  - 女子：飛鳥井芳子（永井直哉の妻）
  - 男子：藤枝雅之（1855-1922）
  - 男子：杉貞三（別名：基静、持明院基和の養子、後に離籍）
  - 男子：飛鳥井恒麿（1859年生。津守国美の養子となるも後に離籍し、没した兄雅望の家督を継いで1907年に飛鳥井家26代当主となり、雅望長男の雅広（1875年生）を引き取る[3]。長女は侯爵久我通久の養子となる[3]。二男の飛鳥井雅信は帝室林野局事務官、その弟の翠は日本防水布社長矢野丑乙の養子となり、妹登美は男爵北垣晋一（北垣国道の孫）の妻[4]。雅信の子に飛鳥井雅道）
  - 男子：大谷勝道（大谷光勝の養子、城端別院善徳寺18代住持）
  - 男子：下山忠三郎（下山忠兵衛の養子）
  - 女子：飛鳥井生子（石田沢心の妻）